# 軍公教
軍公教是中華民國對軍人、公務人員、公立學校教師（包括小學、中學、大學）等具有長期僱傭關係之公職人員的合稱。此稱呼始於大陸時期，並沿用至政府遷臺後。軍公教依法享有政府所給予的薪資、各種福利。

## 薪資及福利待遇
軍公教曾經擁有許多福利待遇，如最受矚目的《18%優惠存款利率》，此項在1995年實施退撫新制後，新進人員不適用，在1995年之前進入的現職人員，在未來退休後仍可辦理優惠存款。領月退休金者於2021年起完全取消優存利率、領一次退休金者於2025年起優存利率降到6%，但是不論領是一次退、或領月退，只要每月領低於3萬2160元者，未來優存利率不降低。1990年代中期以來，台灣經濟走弱，但是軍公教仍然延續之前的各項福利措施，職位保障依舊、薪資也有增無減，與生活水平相對降低的一般民眾（主要為非專業人員）產生越來越大的落差。1999年以前每年整體調漲薪資3%以上，2001年、2005年、2011、2018年分別整體調漲3%薪資。公務機關替國家執行公權力的公務人員，來實踐國家意志，以確保公共利益實現，是公務人員最重要的責任、價值。